# Laura Piranesi
Pour les articles homonymes, voir Piranesi.
Laura Piranesi, née en 1754 et morte en 1789, est une graveuse italienne travaillant à Rome vers la fin du  XVIIIe siècle. Elle participe à l'atelier de gravure de sa famille, dirigé par son père Giovanni Battista Piranesi, un important artiste, graveur et antiquaire italien. Participant au genre du védutisme, les estampes de Laura consistent en des vues stylisées de l'architecture et des ruines romaines qui visent à capturer l'esprit de la ville à travers des paysages.

## Biographie
Laura Piranèse naît en 1754 à Rome. Fille de Giovanni Battista Piranesi, elle est l'aînée de cinq enfants : Francesco Piranesi (1758/59-1810, lui aussi graveur), Angelo Piranesi (1763-1782), Anna Maria Rosalia Piranesi (née en 1766-?) et Pietro Piranesi (1773-?). Laura et ses frères sont formés par leur père à l'art familial de la gravure ; on ignore si Anna Maria, qui est entrée au Bambin-Gesù de la Via Urbana en 1783, est formée à l'eau-forte. Bien éduquée, Laura sait écrire en latin.
Giovanni Battista Piranesi meurt le 9 novembre 1778, plongeant sa famille dans la tourmente juridique et financière. Bien que Laura soit l'aînée des enfants, les lois sur la succession en vigueur dans la Rome du XVIIIe siècle stipulent que l'atelier doit être transmis à l'héritier mâle suivant, Francesco Piranesi. Non seulement l'atelier passe entre les mains de Francesco, mais Laura et ses plus jeunes frères et sœurs sont également sous sa tutelle. Dans les trois jours suivant la mort de son père, Francesco rédige un premier contrat de dot pour les fiançailles de Laura avec le charpentier Giuseppe Svezzeman. En mai 1779, un contrat définitif est conclu et Svezzeman utilise sa dot pour ouvrir trois boutiques à Rome qui ne connaîtront pas  de succès financier.
En 1780, Laura et Giuseppe ont une fille, Luisa Clara Maria Gertrude Fortunata Svezzeman. Au cours de la décennie suivante, les dettes et la mauvaise santé poursuivent la famille, impliquant le couple dans de nombreux procès.
On sait aujourd'hui que Laura était encore en vie en 1789, alors que les spécialistes pensaient auparavant qu'elle était morte en 1785,. Elle était certainement morte en 1799, lorsque les derniers membres de la famille Piranesi se sont enfuis à Paris après l'effondrement de la République romaine la même année.

## Œuvre

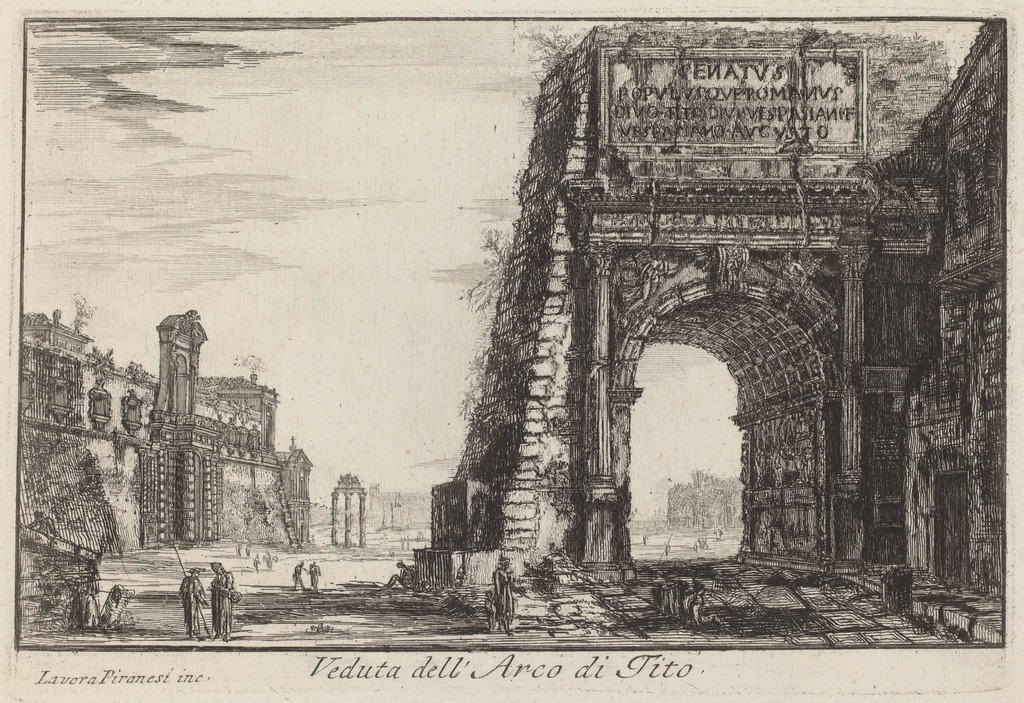
L'Arche de Titus, eau-forte de Laura Piranesi (vers 1780), d'après son père Giovanni Battista Piranesi.

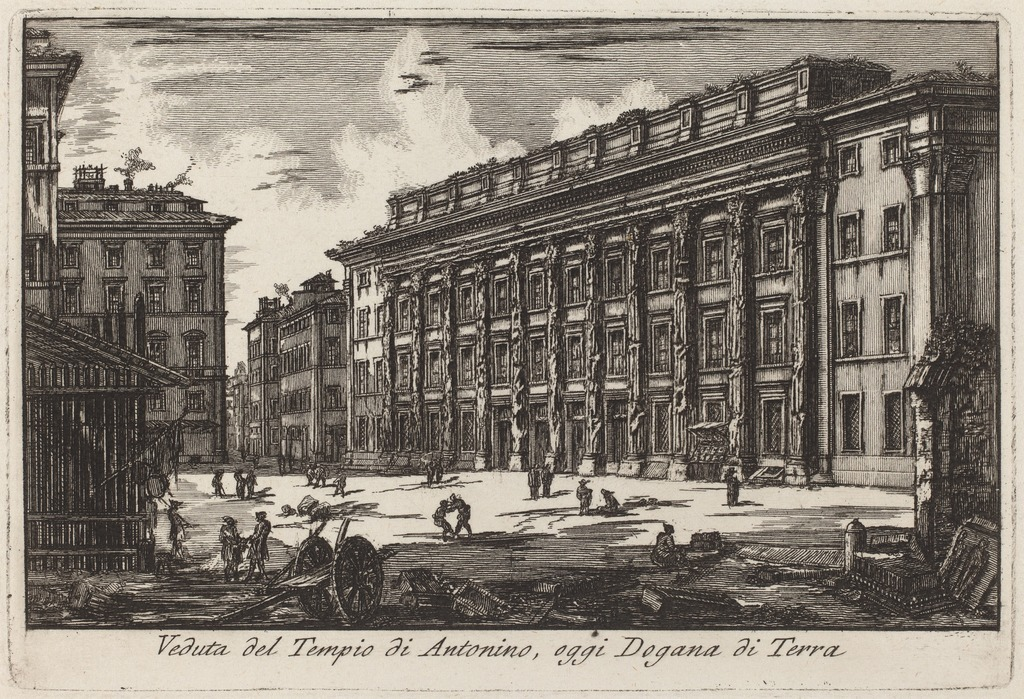
Temple d'Hadrien, eau-forte de Laura Piranesi (vers 1780), d'après son père Giovanni Battista Piranesi.

À une époque où il est rare qu'une femme produise de l'art de manière professionnelle, Laura Piranesi est un exemple rare de femme artiste créant pour un marché spécifique et viable. En outre, elle joue un rôle dans la gestion de l'atelier familial — des registres de vente et des inventaires des gravures de son père existent de la main de Laura, ce qui aide les spécialistes modernes à dater ses gravures.
Les tirages de Laura ne sont pas datés, ce qui rend incertain le moment où elle les a produits, et si elle les a produits avant ou après la mort de son père.[réf. nécessaire]
Les gravures de Laura ont été largement négligées par les historiens car elles sont presque toutes des réinterprétations des gravures de son père. Qualifiées de copies, les historiens de l'art, du XVIIIe siècle à nos jours, ont négligé les aspects uniques de l'œuvre de Laura Piranesi. Dans les années 1920, cependant, le gardien des estampes et des dessins du British Museum, Arthur Mayger Hind, s'est intéressé à son œuvre lorsque le musée en a acquis 20 exemplaires. Hind a reconnu une liberté de conception et un style unique dans les gravures de Laura Piranesi. En raison de la nature délicate du papier, de nombreuses estampes ont été perdues, endommagées ou détruites.[réf. nécessaire]

## Conservation
- États-Unis
  - Musée des Beaux-Arts de San Francisco, San Francisco[5]
  - National Gallery of Art, Washington, D.C.[6]
- France
  - Bibliothèque nationale de France, Paris[7]
- Royaume-Uni
  - British Museum, Londres[8]